# Trebenista
Trebenista (macedónul: Требеништа) település Észak-Macedóniában, a Délnyugati körzet Debarcai járásában.

## Népesség
| Lakosok száma | 724  | 823  | 880  | 868  | 897  | 822  | 587  | 513  | 355  |
|               | 1948 | 1953 | 1961 | 1971 | 1981 | 1991 | 1994 | 2002 | 2021 |

2002-ben 513 lakosa volt, akik közül 500 macedón, 8 albán, 2 török, 1 szerb és 2 egyéb.